# Hidrostatički paradoks
Hidrostatički paradoks ili Arhimedov paradoks (Arhimed) glasi:
Tako je u četiri posude različitih oblika na slici, otvorenih prema istom atmosferskom tlaku pa, gdje je dubina vode H iznad jednakih iznosa površine A, i sila hidrostatičkog tlaka na dno svih posuda ista, i iznosi:
{\displaystyle F_{A}=\rho \cdot g\cdot H\cdot A}

## Hidrostatički tlak
Hidrostatički tlak je tlak koji u tekućini nastaje zbog njezine težine. Pokusima možemo dokazati da se tlak u tekućini povećava s dubinom, jednak je na svim mjestima na istoj dubini i djeluje jednako u svim smjerovima. Tlak možemo iskazati količnikom okomite sile FA i plohe A na koju djeluje. Na dubini H zamislimo plohu A usporednu s površinom tekućine. Na plohu A tekućina djeluje težinom stupca visine H. Najprije odredimo koliki je obujam V toga stupca:
{\displaystyle V=H\cdot A}
Masa stupca tekućine može se iskazati iz gustoće (ρ = m/V)
{\displaystyle m=V\cdot \rho }
pa je:
{\displaystyle m=A\cdot H\cdot \rho }
a težina stupca (G = m ∙ g) iznosi:
{\displaystyle G=A\cdot H\cdot \rho \cdot g}
Budući da je tlak p jednak količniku tekućine i plohe površine na koju djeluje (p = G/A), izraz za hidrostatički tlak glasi:
{\displaystyle p=\rho \cdot g\cdot H}
Hidrostatički tlak ovisi o dubini H u tekućini gustoće ρ.